# Даль, Лоуренс
Лоуренс Ф. Даль (2 июня 1929 г. — 20 марта 2021) — американский химик-неорганик, профессор в Висконсинском университете в Мэдисоне. Был избран в Национальную академию наук в 1988 году.

## Биография
Даль получил степень бакалавра наук в Луисвиллском университете в 1951 году и докторскую степень в Университете штата Айова в 1956 году. В 1957 году  начал работу на химическом факультете Университета Висконсин-Мэдисон.

## Научная работа
Даль занимался синтезом соединений переходных металлов, анализом химической связи металл-металл в таких соединениях и применением рентгеновской кристаллографии для этих целей. Даль подготовил 95 докторов наук. кандидатов, 24 магистрантов, 45 студентов-исследователей и 15 докторантов.

## Награды
- 1969—1970 — научный сотрудник Гуггенхайма[2]
- 1980 — избран членом Американской ассоциации содействия развитию науки[2]
- 1985 — Премия Александра фон Гумбольдта[3]
- 1988 — избран в Национальную академию наук[4]
- 1992 — избран членом Американской академии искусств и наук[2]
- 1999 — Премия Уилларда Гиббса[5]
- 2010 — Премия Ф. Альберта Коттона в области синтетической неорганической химии[6]
- 2014 — избран членом Американской кристаллографической ассоциации.